# Кустов, Сергей Павлович
Сергей Павлович Кустов (12 октября 1946, Гадяч, Полтавская область, Украинская ССР, СССР — 2 декабря 2023, Никополь, Днепропетровская область, Украина) — советский и украинский актёр театра и кино, Народный артист Украины (1991).

## Биография
Родился 12 октября 1946 года в городе Гадяч.
Окончил Киевский государственный театральный институт.
С 1968 года и до конца жизни служил в Львовском ТЮЗе (ныне — Первый украинский театр для детей и юношества).  За время работы в театре сыграл более 100 ролей.
В кино снимался с 1966 года. Советскому зрителю запомнился эпизодической ролью в музыкальном телефильме «Д’Артаньян и три мушкетёра», где сыграл одного из мушкетёров роты де Тревиля.
Скончался 2 декабря 2023 года на 78-м году жизни в Никополе.

## Творчество

### Роли в театре
- «Лесная песня» — Робин Гуд
- «Мать» — Павел Власов
- «За двумя зайцами» — Голохвостый

### Фильмография
1. 1966 — Бурьян — Илько
2. 1976 — Город с утра до полуночи — отец Серёжи
3. 1979 — Д’Артаньян и три мушкетёра — мушкетёр Монтаран
4. 1982 — Пусть он выступит… — Феликс Доблмен, секретарь Энтони Старкуэтера
5. 1987 — Государственная граница. Фильм 6 «За порогом победы» — раскаявшийся бандеровец
6. 1993 — Преступление со многими неизвестными — доктор Роинский, адвокат
7. 2009 — Возвращение мушкетёров, или Сокровища кардинала Мазарини — повар
8. 2012 — Анна Герман. Тайна белого ангела — Яневский, министр культуры Польши
9. 2013 — Шулер (телесериал) — пассажир поезда «Москва-Одесса»